# هویانگهه
هویانگهه (به اویغوری: خۇياڭخې شەھىرى)(به چینی: 胡杨河市، به پین‌یین: Húyánghé Shì)یک شهر در چین است که در سین‌کیانگ واقع شده‌است. هویانگهه ۶۷۸ کیلومتر مربع مساحت و ۱۲٬۰۰۰ نفر جمعیت دارد.
شهر هویانگهه، در سال ۲۰۱۲ میلادی، توسط حکومت منطقهٔ سین‌کیانگ در بین شهرهای کویتون و قارامای بنا نهاده شد.
در دسامبر ۲۰۱۹، شهر هویانگهه به عنوان شهر وابسته به بینگتوان و «شهر تابع مستقیم منطقه خودمختار» تاسیس شده. بخشی از این شهر جدید، سابقا در تابعیت شهر شیخو، ولایت تارباغاتای (که خود تابع ولایت خودمختار ایلی قزاق است) بوده و بخش دیگر، در تابعیت شهر کویتون در ولایت خودمختار ایلی قزاق.。
از لحاظ جغرافیایی، شهر قارامای از دو قسمت مجزا تشکیل شده است. شهر کویتون (که بخشی از ولایت خودمختار ایلی قزاق است) و شهر هویانگهه، منطقه مایتاغ در جنوب را از سه منطقهٔ قارامای، جرن‌بلاغ، و اورقو جدا کرده است.